# Cảnh Nhân cung
Cảnh Nhân cung (chữ Hán: 景仁宮; tiếng Mãn: ᡤᡳᠩ
 ᡰᡳᠨ
 ᡤᡠᠩ, Möllendorff: Ging Žin Gung, Abkai: Ging Rʼin Gung) là một cung điện thuộc Đông lục cung, nằm trong khuôn viên của hậu cung tại Tử Cấm Thành, Bắc Kinh. "Cảnh Nhân" có ý nghĩa là "Cảnh Ngưỡng Nhân Đức" (景仰仁德).

## Lịch sử
Cung điện này được xây dựng từ thời nhà Minh. Năm Vĩnh Lạc thứ 18 (1420), dưới triều Minh Thành Tổ Chu Lệ, cung điện này đã hoàn thành, tên là [Trường An cung; 長安宮]. Năm Gia Tĩnh thứ 14 (1535), đổi tên thành [Cảnh Nhân cung] và trở thành tên chính thức tới tận thời nhà Thanh. Có 3 đợt trùng tu chính của Cảnh Nhân cung, lần lượt là: Thuận Trị năm thứ 12 (1655), Đạo Quang năm thứ 15 (1835) và Quang Tự năm thứ 16 (1890).
Tại Cảnh Nhân cung, đã chứng kiến sự ra đời của Thanh Thánh Tổ Khang Hi Hoàng đế vào năm Thuận Trị thứ 11 (1654). Vào năm Khang Hi thứ 42 (1703), Hòa Thạc Dụ Thân vương Phúc Toàn mất, Khang Hi Đế tiếc thương người anh này, một lần nữa lại về Cảnh Nhân cung ở tạm. Liền sau đó, Cảnh Nhân cung là nơi ở của nhiều hậu phi nổi tiếng triều Thanh, phải kể đến mẹ đẻ của Thanh Cao Tông Càn Long Đế là Hiếu Thánh Hiến Hoàng hậu; Dĩnh Quý phi của Càn Long Đế cùng Trân phi của Thanh Đức Tông Quang Tự Đế, Hiếu Toàn Thành hoàng hậu của Thanh Tuyên Tông Đạo Quang Đế khi trở thành quý phi.

## Kiến trúc

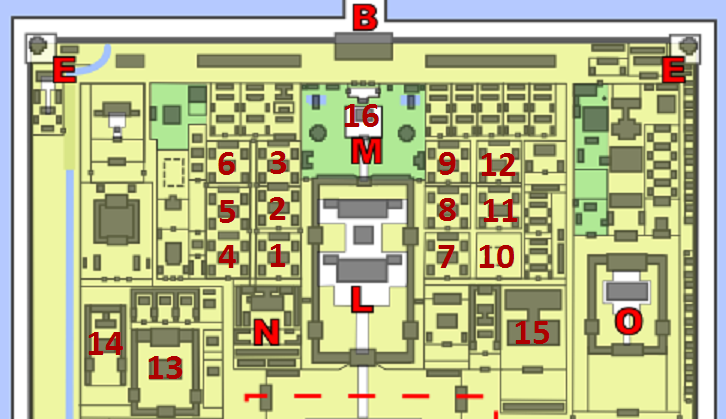
Sơ đồ khu vực Đông-Tây lục cung tại Tử Cấm Thành. Cảnh Nhân cung là số (7).

Cảnh Nhân cung, hướng Bắc giáp Thừa Càn cung, phía Đông là Diên Hi cung. Khi Hoàng đế và Hoàng hậu còn ở Càn Thanh cung và Khôn Ninh cung, thì Cảnh Nhân cung là một trong những cung gần với cặp cung của Đế - Hậu này nhất.
- Cảnh Nhân môn (景仁門): cửa chính của cung. Ở Bắc hướng về Nam. Bên trong cánh cửa có một [Thạch ảnh bích; 石影壁].
- Cảnh Nhân cung Chính điện (景仁宮正殿): đại điện ở tiền viện. Mặt rộng năm gian, ngói lưu ly vàng, dưới hiên có đấu củng, mái theo kiểu [Hiết Sơn đỉnh; 歇山顶]. Gian giữa có một tấm biển do Càn Long Đế viết, tên [Tán đức cung vi; 贊德宮闈]. Trước điện có một tòa [Nguyệt đài; 月台].
  - Đông phối điện (東配殿) và Tây phối điện (西配殿): hai dãy điện phụ trước mặt Chính điện. Mỗi dãy ba gian, ngói lưu ly vàng, mái nhà được làm theo kiểu [Ngạnh Sơn đỉnh; 硬山顶]. Hướng nam và bắc của các phối điện đều có [Nhĩ phòng; 耳房].
- Hậu điện (后殿): đại điện ở hậu viện. Điện có năm gian, ngói lưu ly vàng theo kiểu Ngạnh Sơn đỉnh, dưới hiên có đấu củng. Hai bên sườn đều có các Nhĩ phòng. Có Đông phối điện và Tây phối điện: tương tự hai phối điện ở tiền viện.
  - Tỉnh đình (井亭): hướng Tây Nam, một tòa đình che miệng giếng.